# 8708-as mellékút (Magyarország)
A 8708-as számú mellékút egy valamivel több, mint 10,5 kilométer hosszú, négy számjegyű országos közút Vas vármegye területén; Körmendet köti össze az osztrák határ mellett fekvő Pinkamindszenttel.

## Nyomvonala
A 8-as főútból ágazik ki, kevéssel annak a 166+750-es kilométerszelvénye után, a Körmendhez tartozó Horvátnádalja északi szélén. Északnyugat felé indul, de alig több mint 50 méter után keresztezi a Szombathely–Szentgotthárd-vasútvonal vágányait, amiket elhagyva nyugatnak fordul. A 450-es méterszelvénye közelében épül a majdani csomópontja az M80-as autóúttal, ott egy darabig külterületen húzódik, de az első és másfeledik kilométerei között újból (horvátnádaljai) belterületre ér.
1,6 kilométer után átlép Magyarnádalja területére, a két község itt szinte teljesen összenőtt, így a településhatár átszelését követően az út is úgyszólván egyből belterületen folytatódik, Rákóczi utca néven. Majdnem pontosan a 2. kilométerénél ágazik ki belőle dél felé a 87 111-es számú mellékút, a település központjába, a 8708-as pedig a 2+250-es kilométerszelvényétől már Vasalja határai közt húzódik tovább.

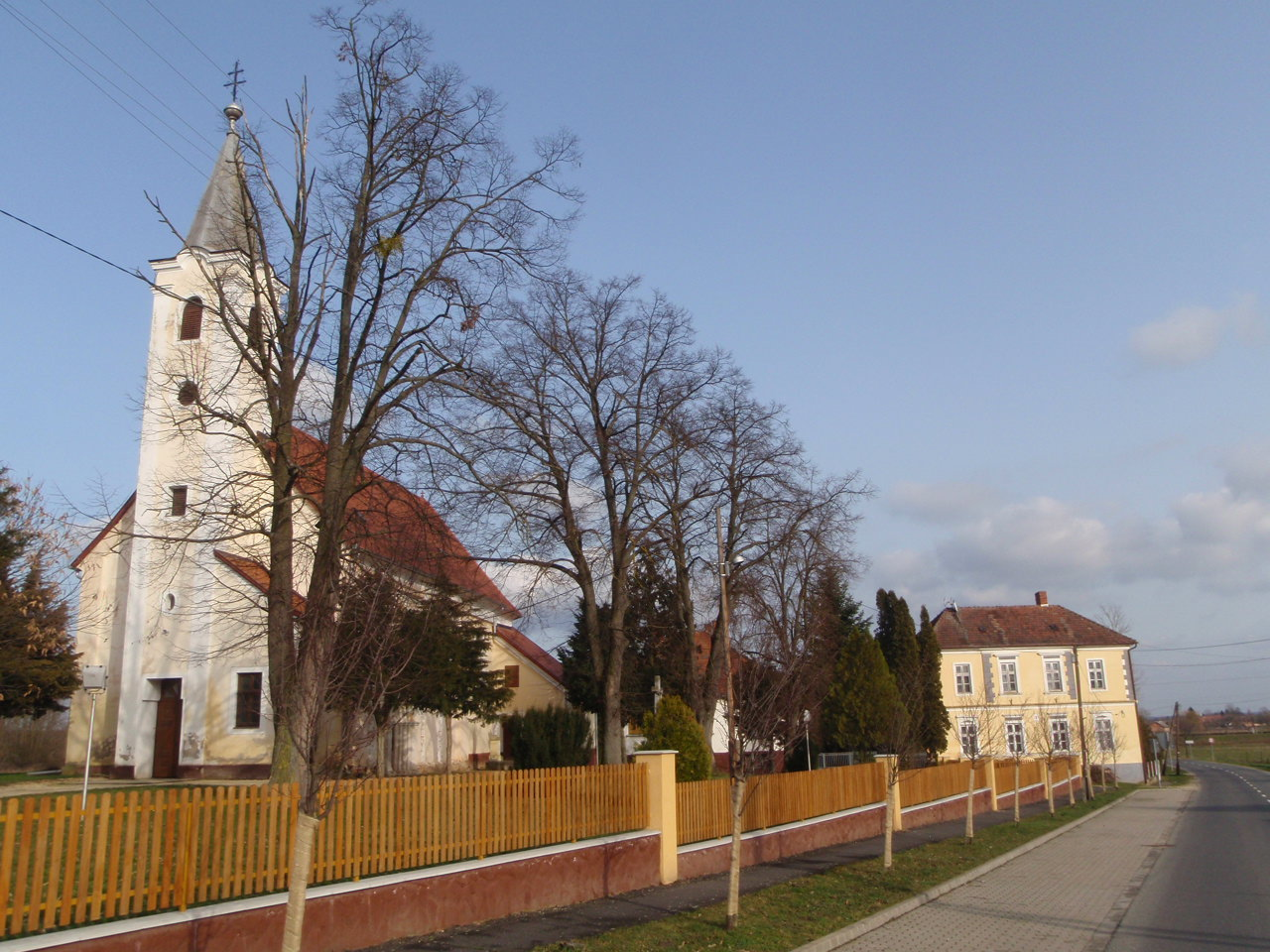
Pinkaszentkirályi szakasza a Szent István király-templommal és a falu iskolaépületével

E községnek előbb Pinkaszentkirály nevű településrészén halad át – első házait 2,5 kilométer után éri el, ott szintén Rákóczi utca a neve, így halad a lakott terület nyugati széléig, amit körülbelül 3,2 kilométer után ér el. Közben, még a falurész keleti részében, 2,7 kilométer után áthalad egy körforgalmú csomóponton, amelybe dél felől, Csákánydoroszló irányából a 7452-es út torkollik bele.
3,7 kilométer után éri el Vasalja településrészt, egy rövid szakasza ott belterületen is húzódik, de a falurész központja délre esik az úttól, oda csak a 87 117-es számú mellékút vezet, amely egy körforgalmú csomópontban ágazik ki a 8708-asból, annak a 3+800-as kilométerszelvénye táján. Nem sokkal a negyedik kilométere után, északnyugat felé hagyja el az út Vasalja lakott területét, 5,7 kilométer után pedig átlép Pinkamindszent területére.
Körülbelül a 6. kilométerétől már lakott részek között halad, Fő utca néven, majd a hetedik kilométerét elhagyva egy újabb körforgalomba fut bele. Onnan nyugati irányba fordul, tovább egyenesen északnyugat felé pedig a 87 113-as számú mellékút indul: ez a község északi részét tárja fel, majd tovább folytatódik a határ túlsó oldalán fekvő Nagysároslak (Moschendorf) irányába, s az országhatárnál ér véget. A 8708-as kevéssel ezután kilép a falu házai közül, de egy darabig még tovább kanyarog a külterületi részei között. Az országhatárt elérve ér véget, folytatása a határ osztrák oldalán, Szentkút (Heiligenbrunn) területén az osztrák B56a jelzésű út.
Teljes hossza, az országos közutak térképes nyilvántartását szolgáló kira.gov.hu adatbázisa szerint 10,535 kilométer.

## Települések az út mentén
- Körmend
- Magyarnádalja
- Vasalja
- Pinkamindszent